# Yacuíba
Yacuiba – miasto w południowej Boliwii (departament Tarija), stolica prowincji Gran Chaco. Położone 3 kilometry od granicy z Argentyną i leży na wysokości 620–680 m n.p.m. Liczy około 80 tysięcy mieszkańców. W mieście znajduje się port lotniczy Yacuiba.